# 格雷考博物馆 (托莱多)

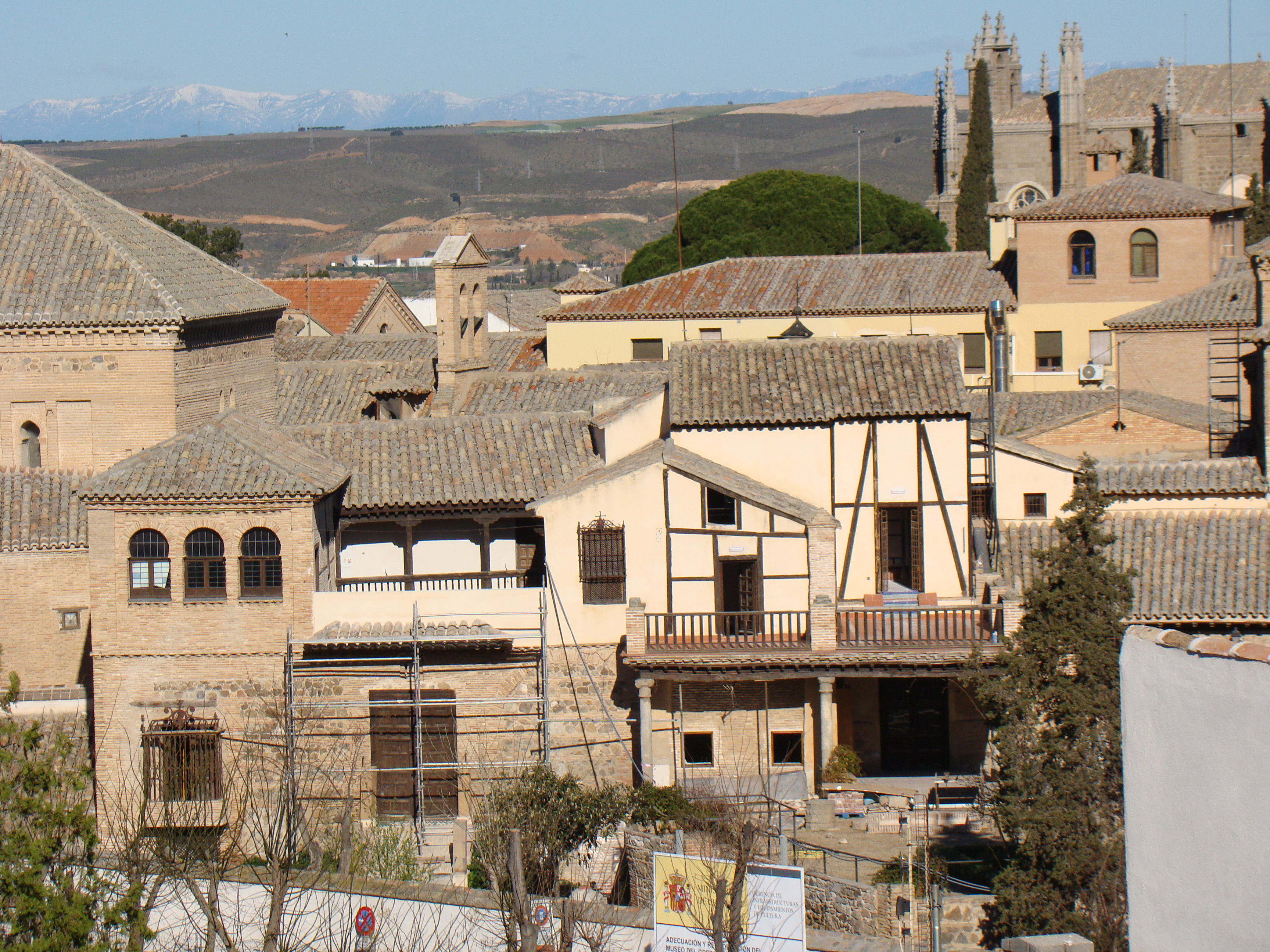

格雷考博物馆（西班牙语: Museo del Greco）位于托莱多, 西班牙，纪念风格主义画家埃尔·格雷考（El Greco）多米尼克·提托克波洛斯（Domenikos Theotokopoulos，1541–1614 年），他一生大部分时间都在托莱多度过，出生在克里特岛的福德勒（Fodele）。

## 故居和博物馆
博物馆于1911年开馆，位于托莱多的犹太区。 博物馆由两座建筑组成，一座16世纪的房子，带有庭院，一座20世纪初建筑， 还有一个花园。房子重建了已不复存在的埃尔格雷科住宅，博物馆收藏了埃尔·格雷科的许多艺术品，尤其是他晚期的作品。还有其他17世纪西班牙艺术家的画作，以及该时期的家具和托莱多省塔拉韦拉-德拉雷纳的陶器。

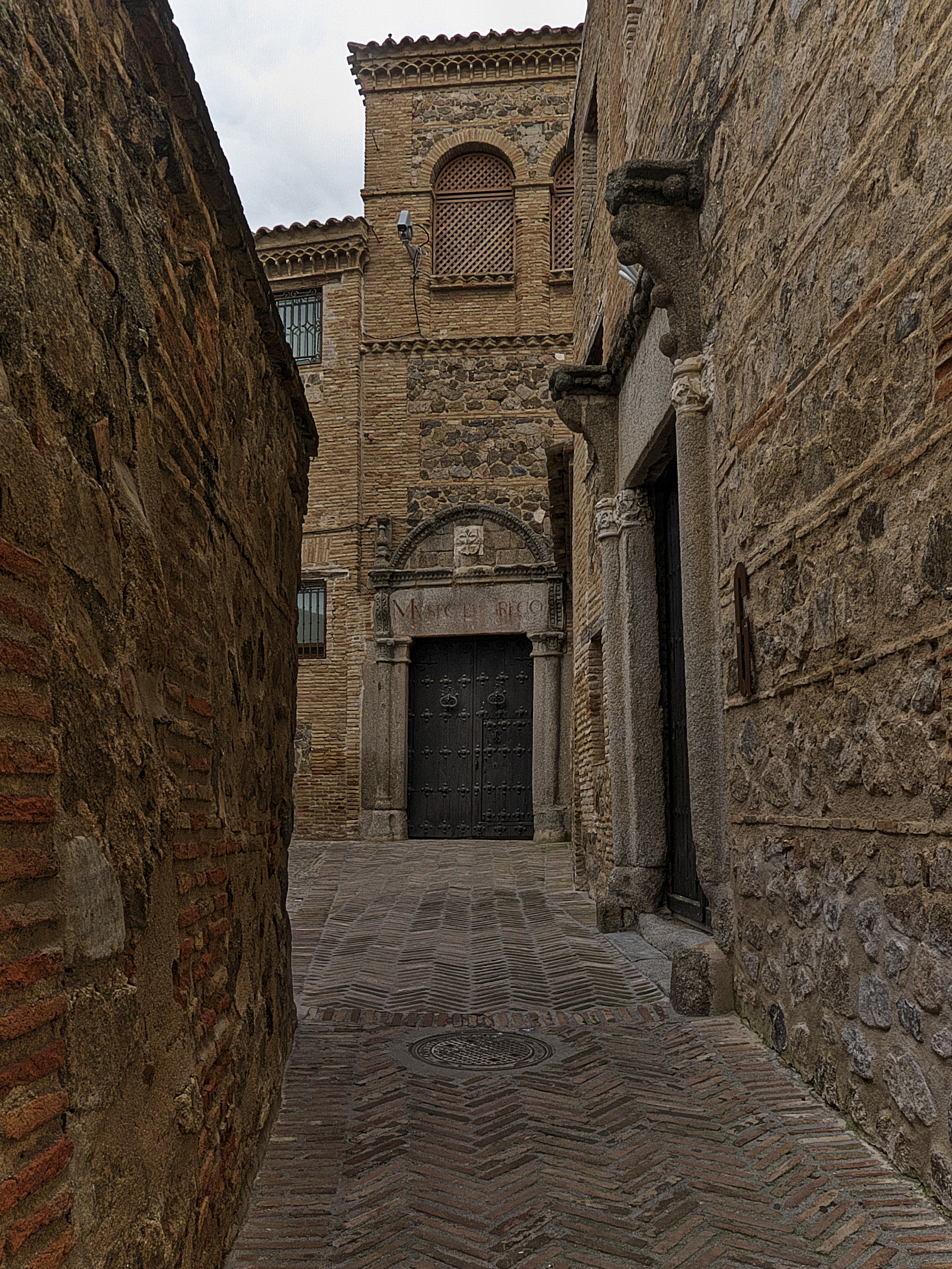
入口
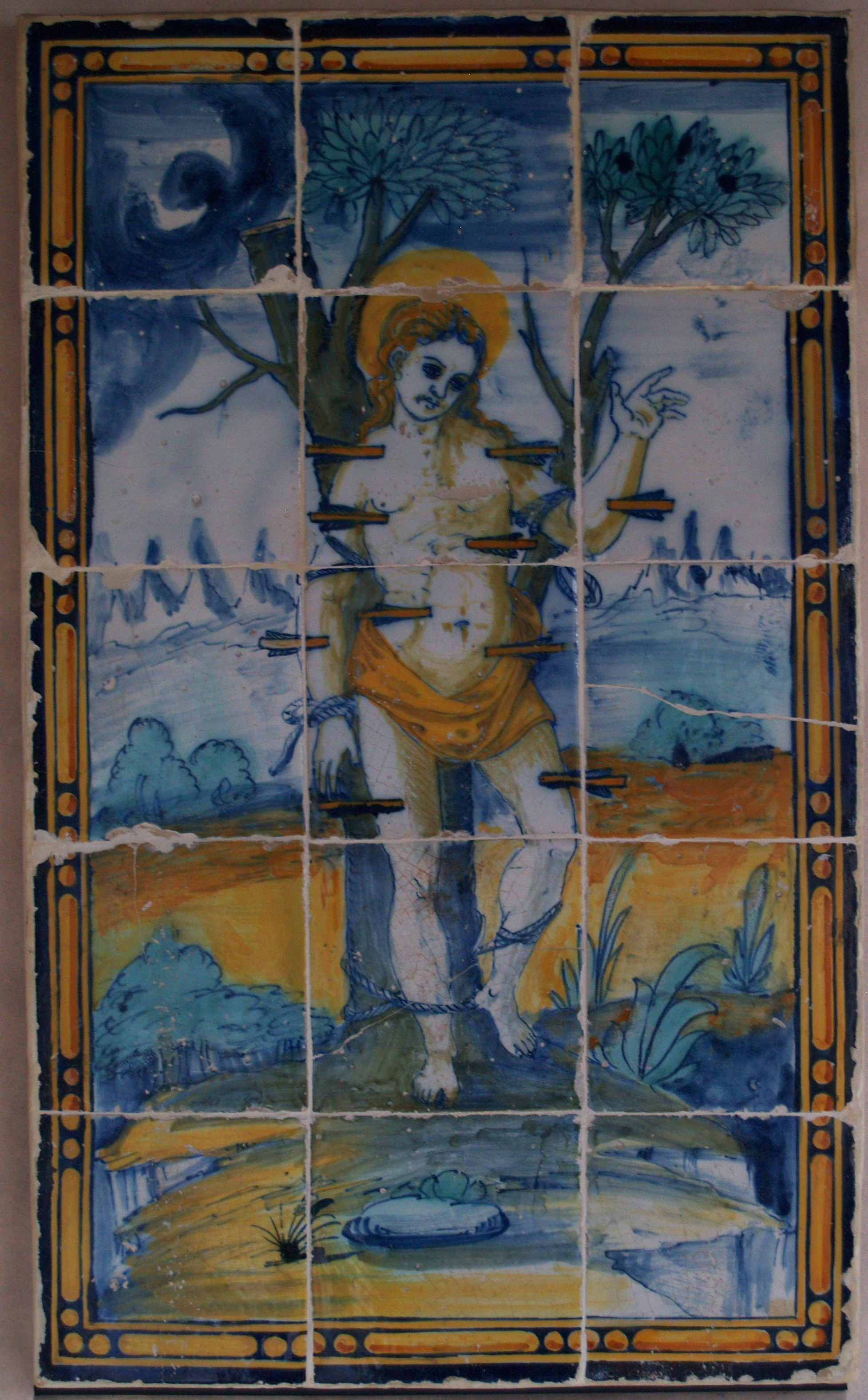
圣巴斯弟盎的瓷砖画像
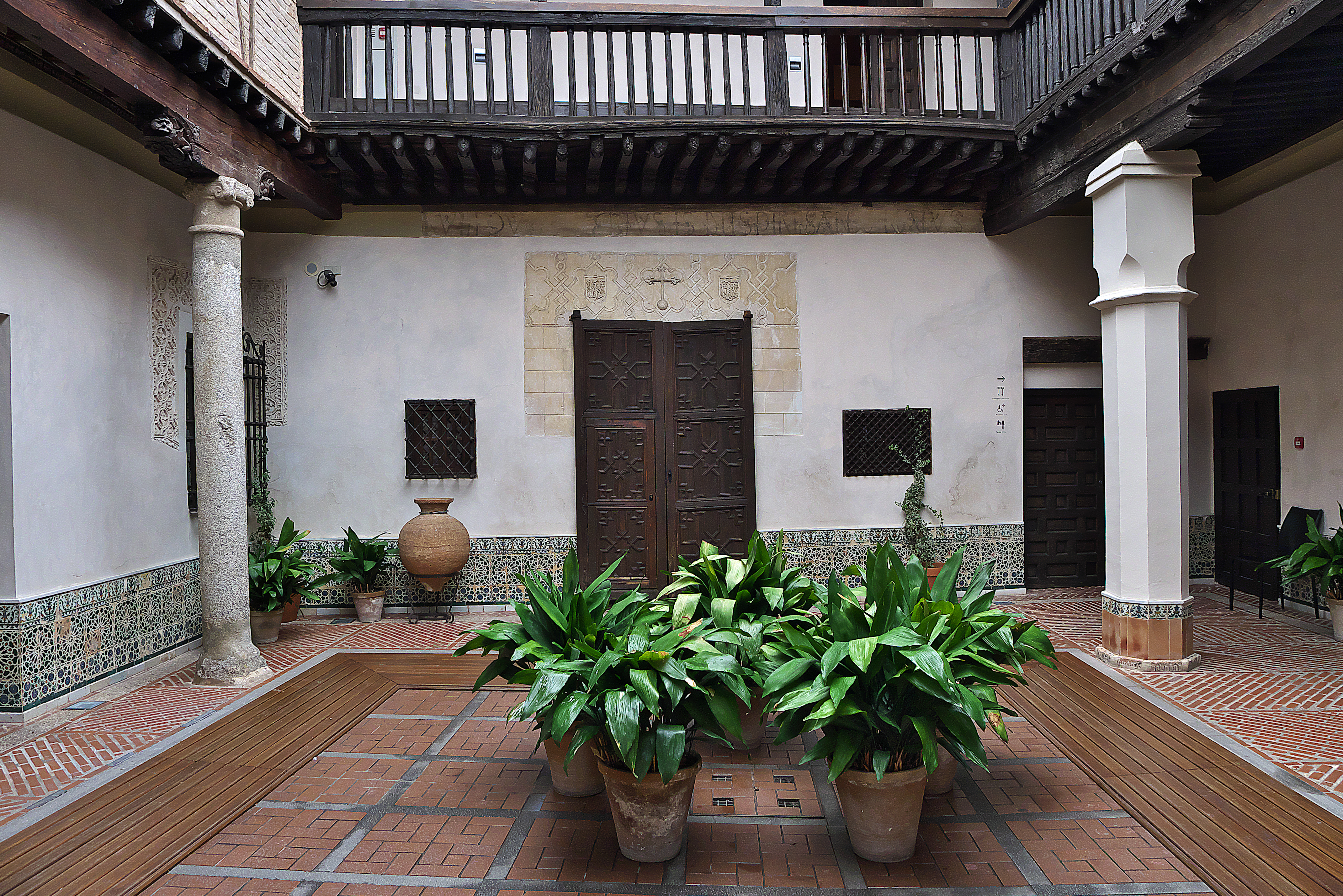
庭院

## 收藏
宗徒（Apostalado），埃尔·格雷考绘
1610年至1614年之间，埃尔·格雷考及其工作室为托莱多的圣雅各伯医院（Hospital de Santiago）创作了描绘基督及其门徒的13幅画作。基督居中，左右两边各有,六个门徒。门徒指他最初的12个追随者，只有加略人犹大被圣保罗取代。所有作品都是油画，尺寸为 97 x 77 厘米。

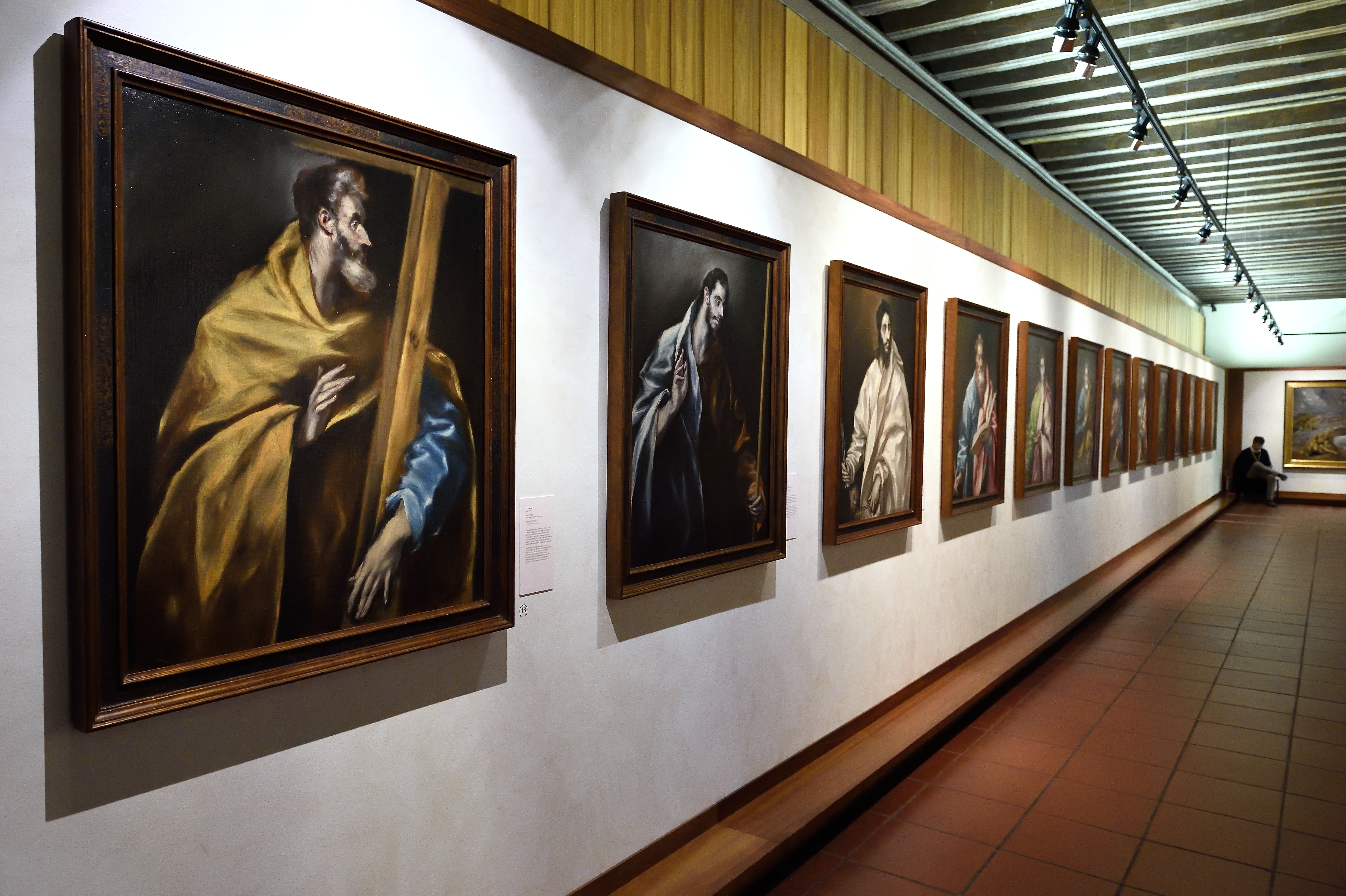
走廊
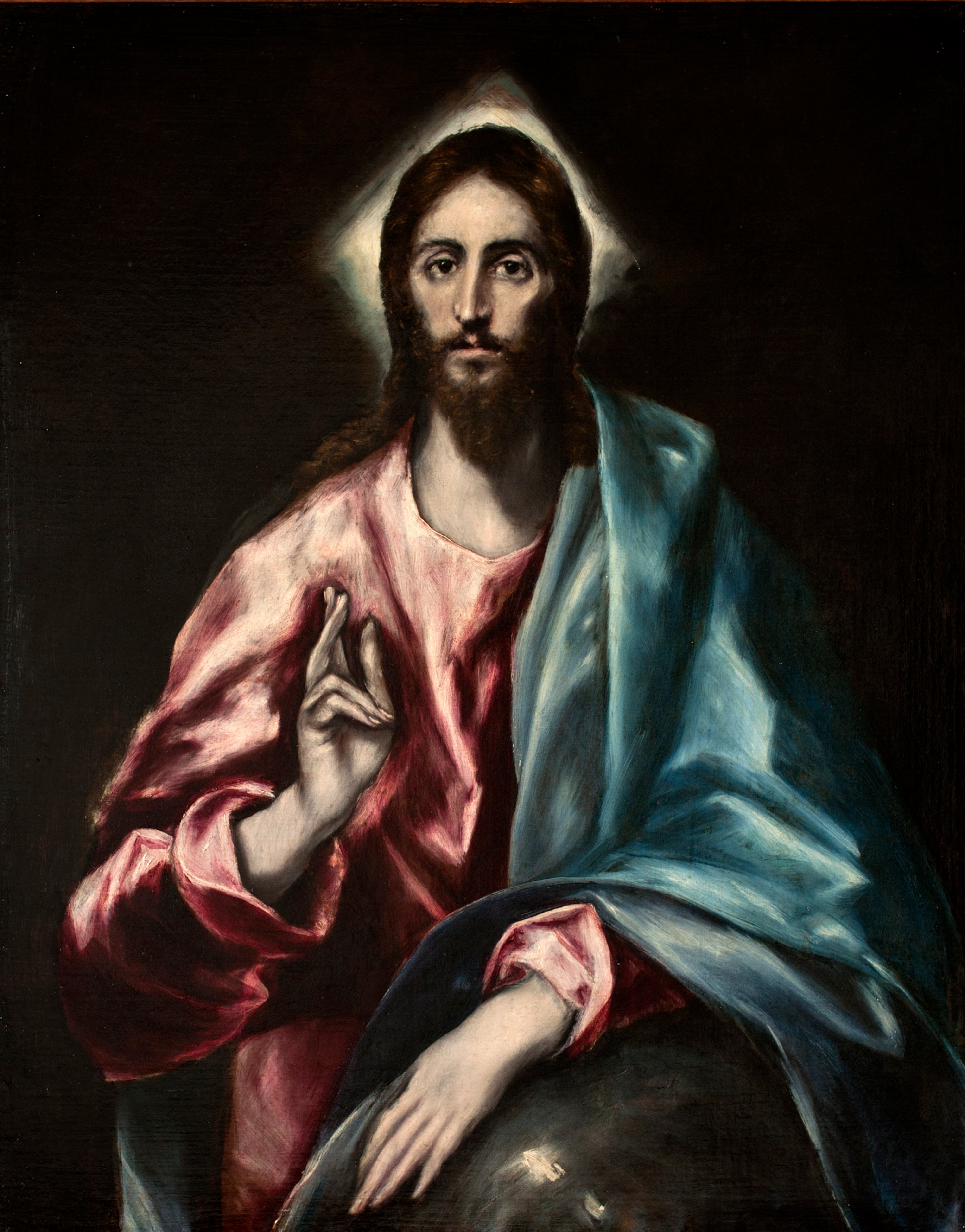
基督救主
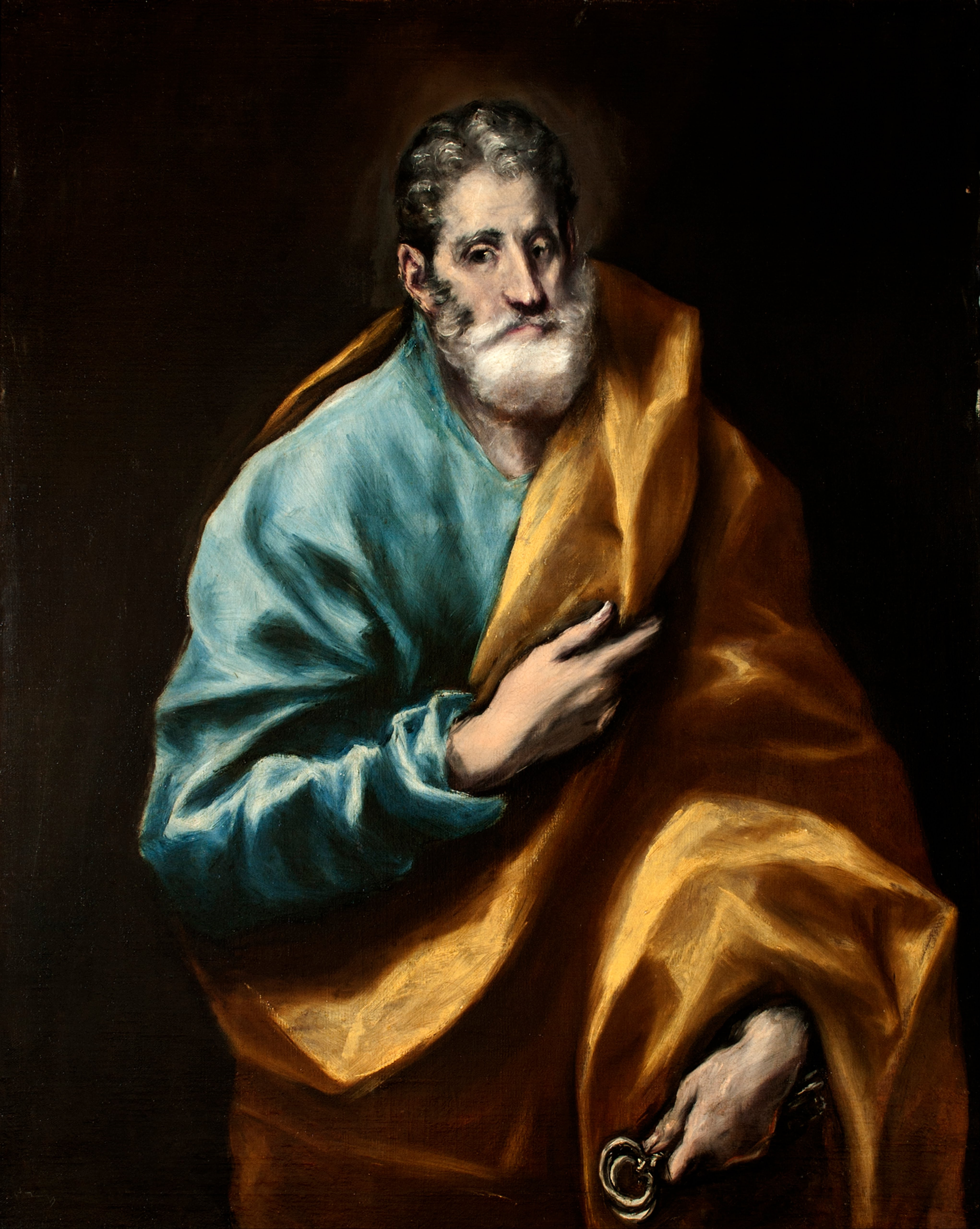
圣伯多禄
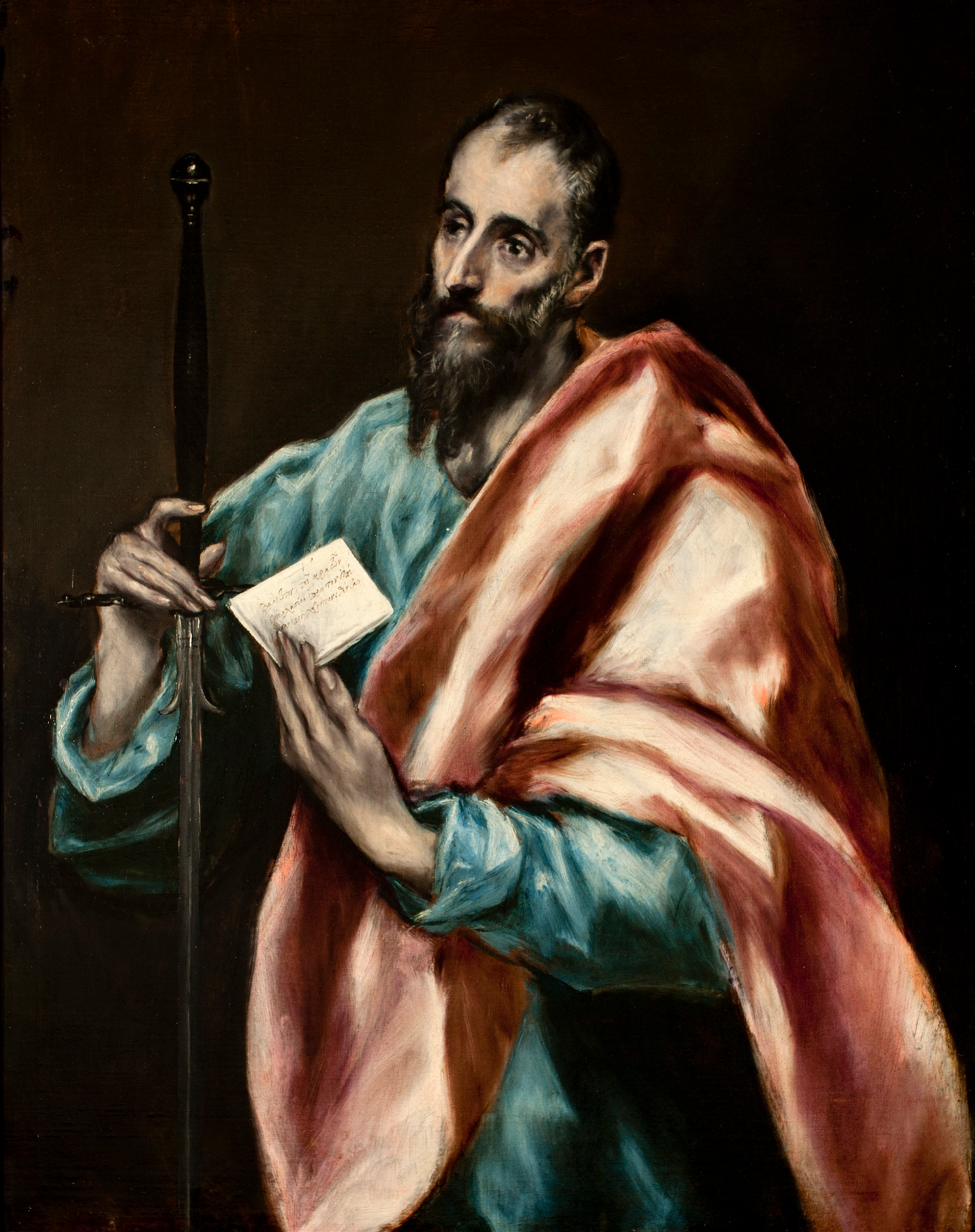
圣保禄
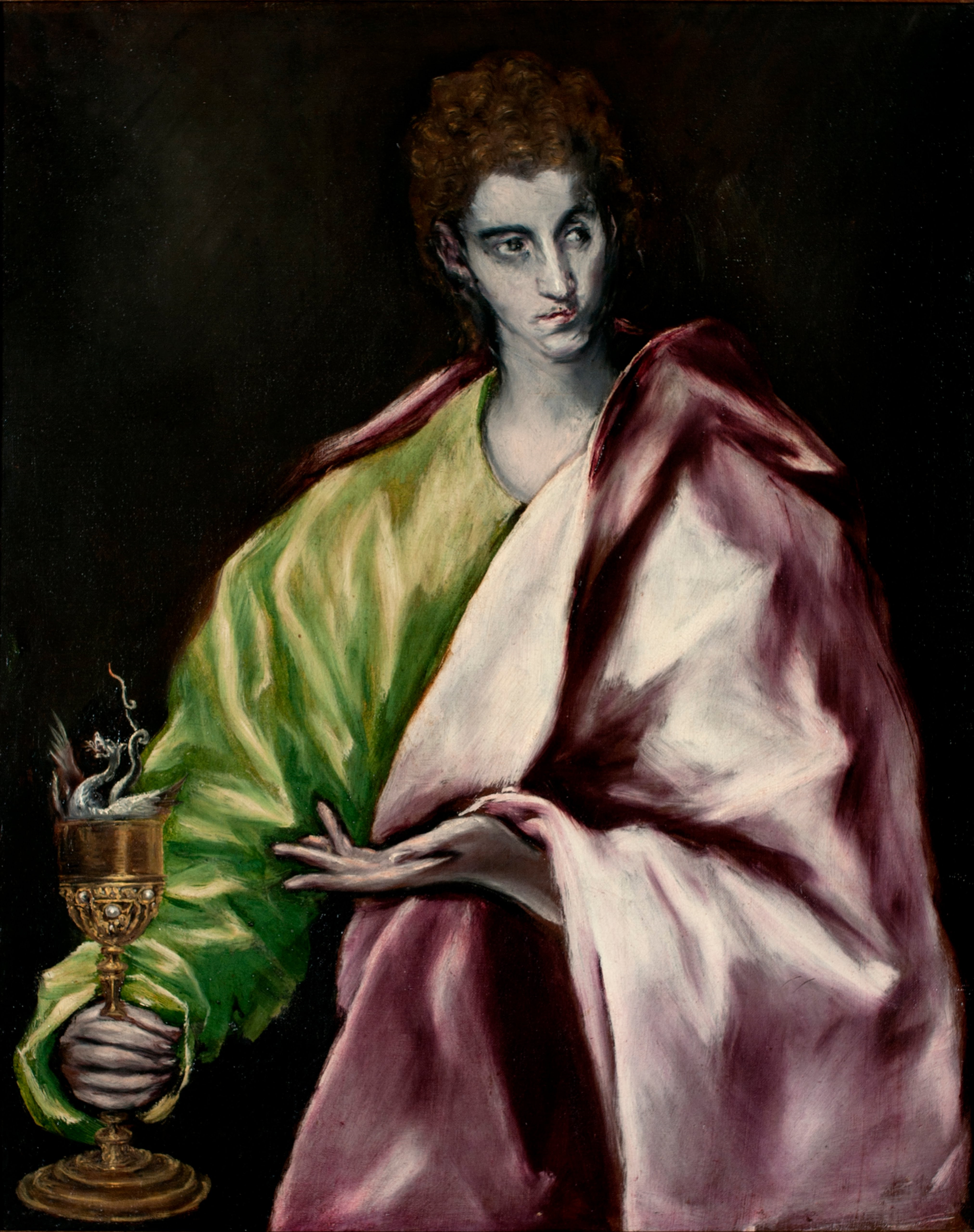
圣若望
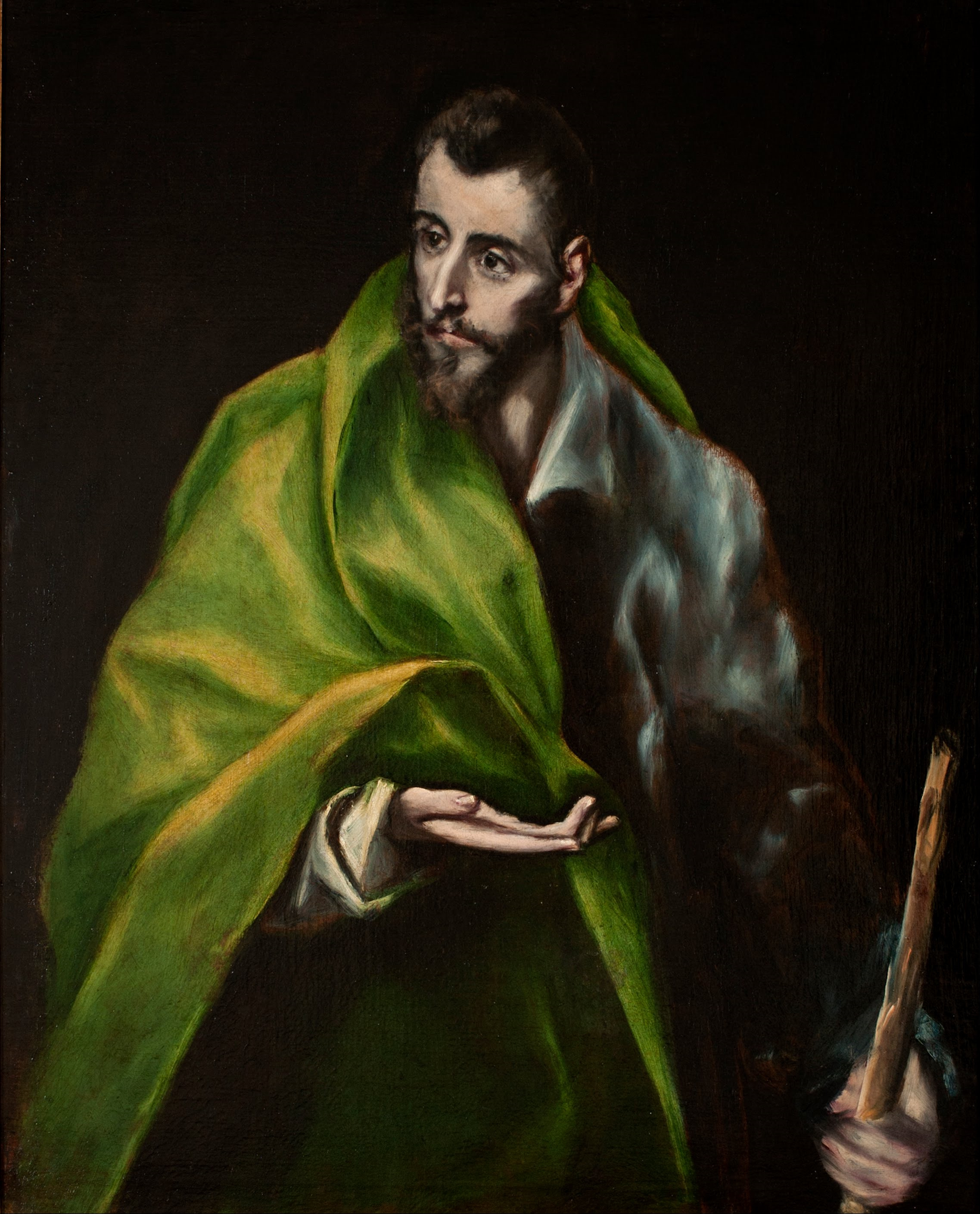
大圣雅各伯
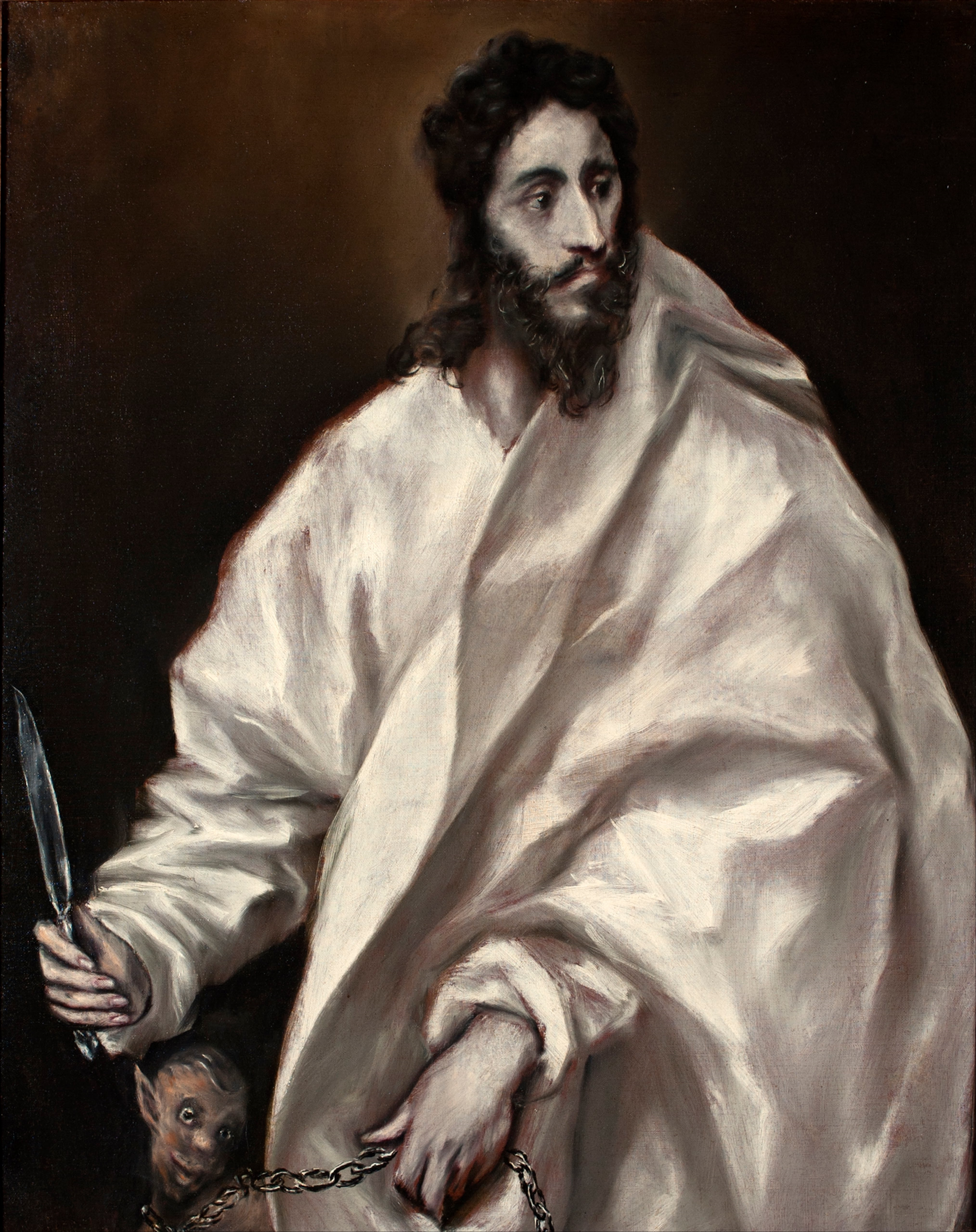
圣巴尔多禄茂
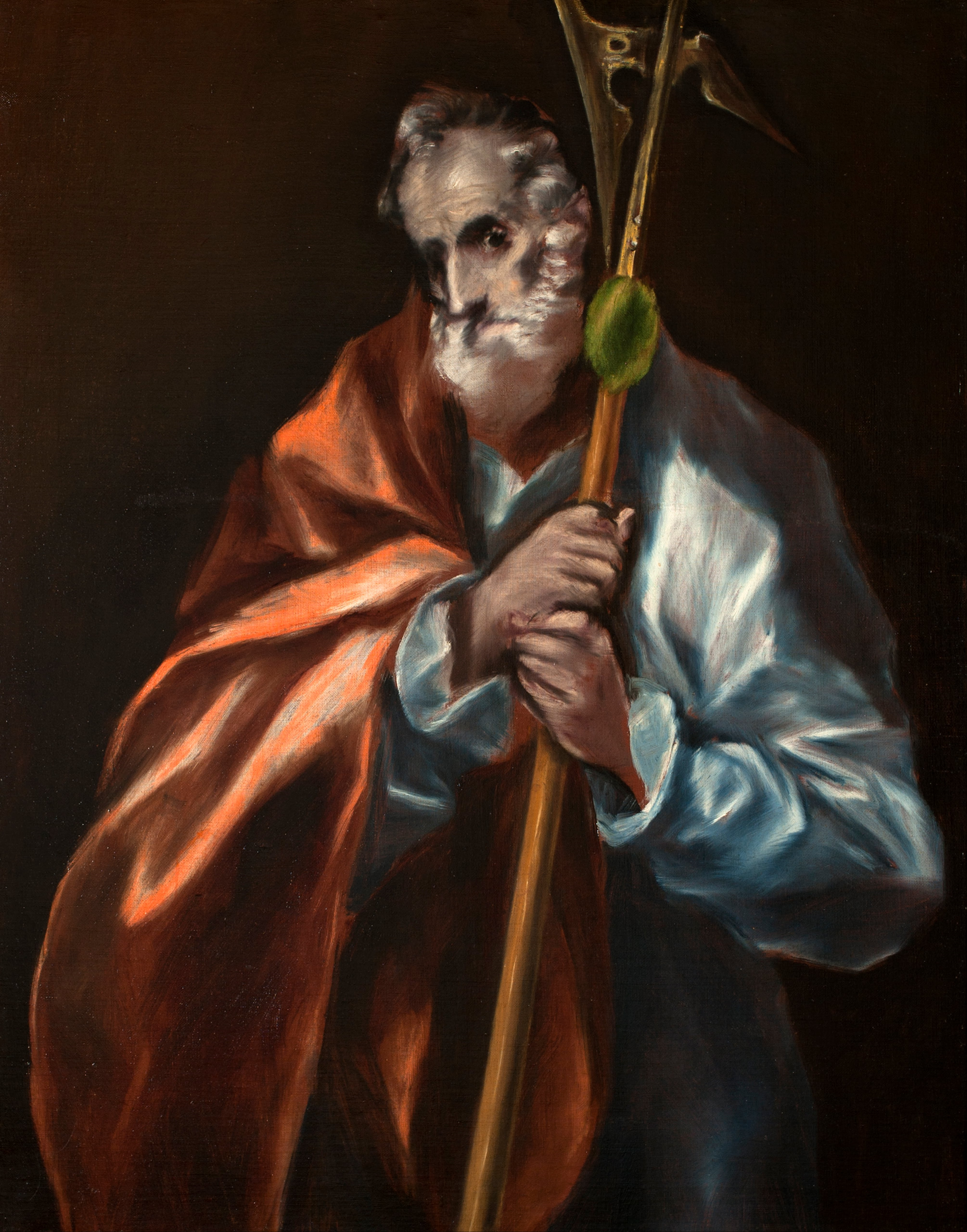
达陡
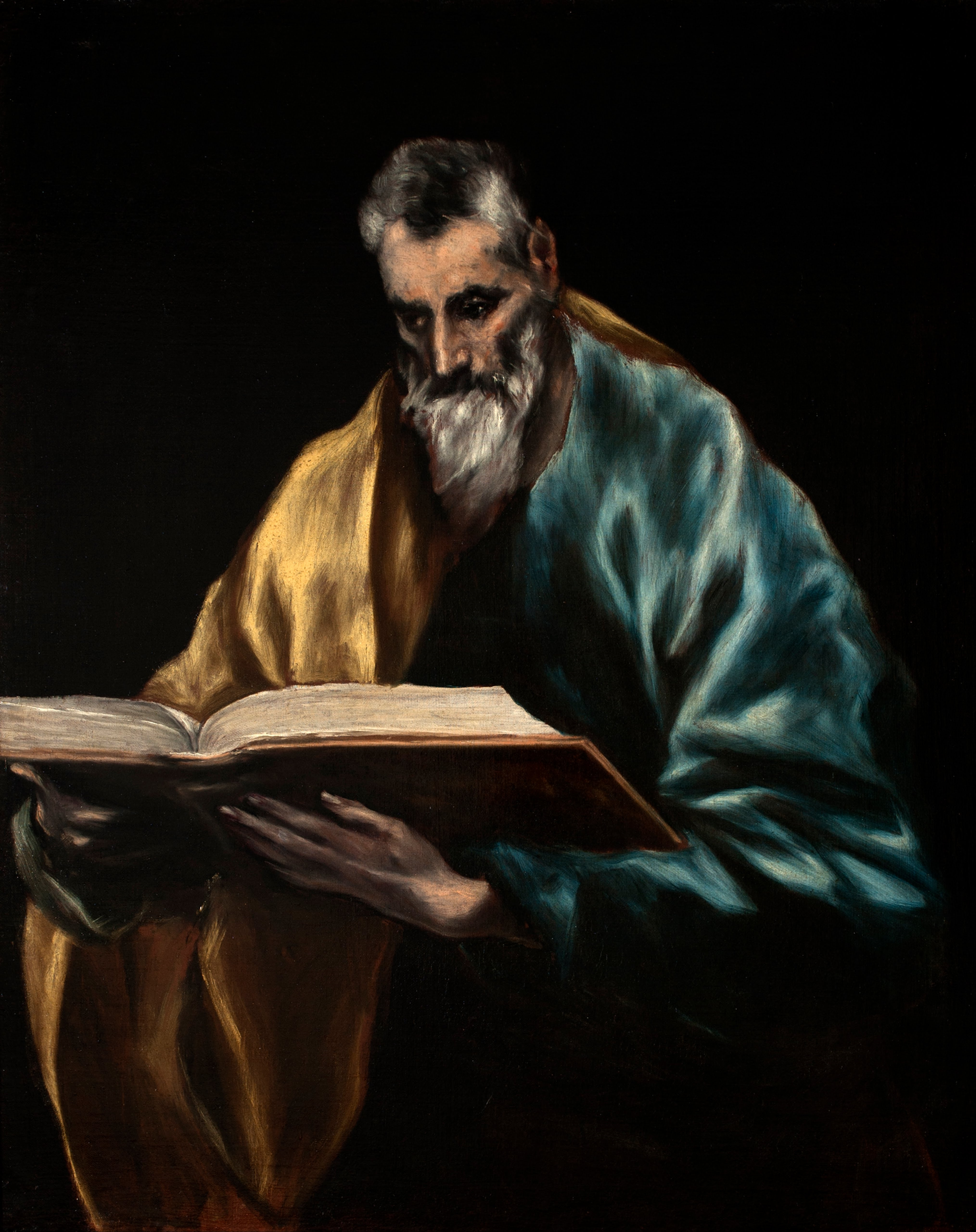
熱誠者西滿
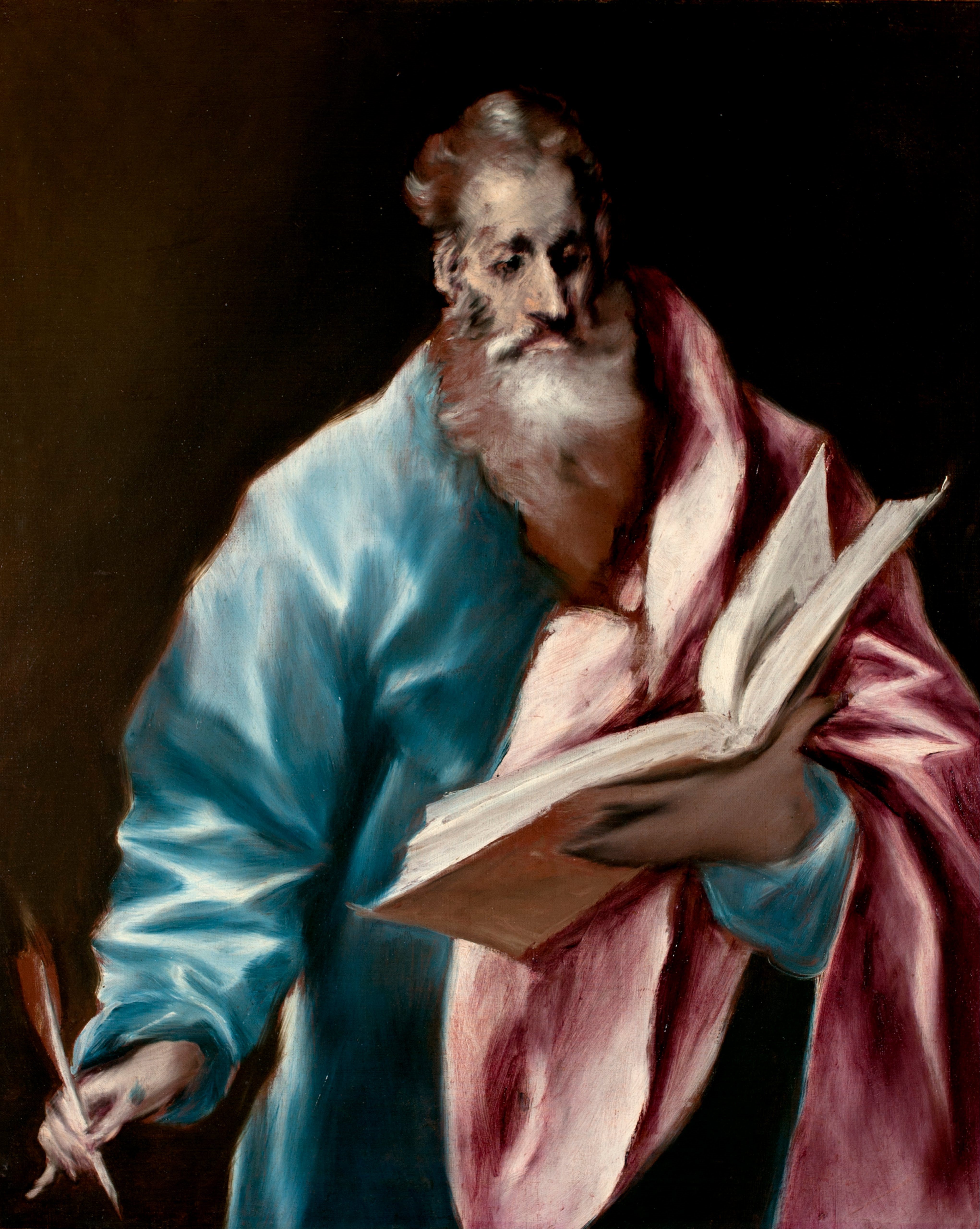
圣玛窦
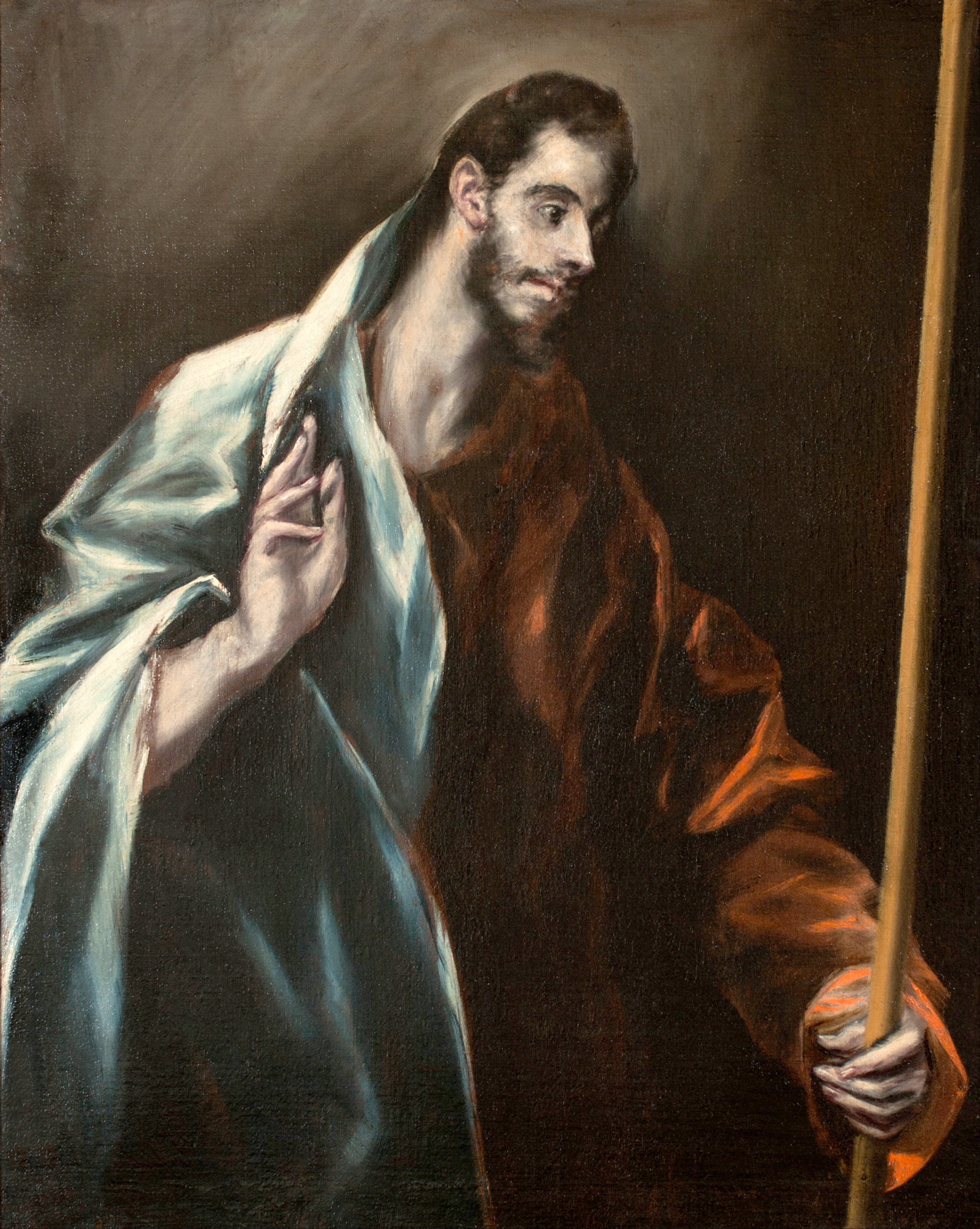
圣多默
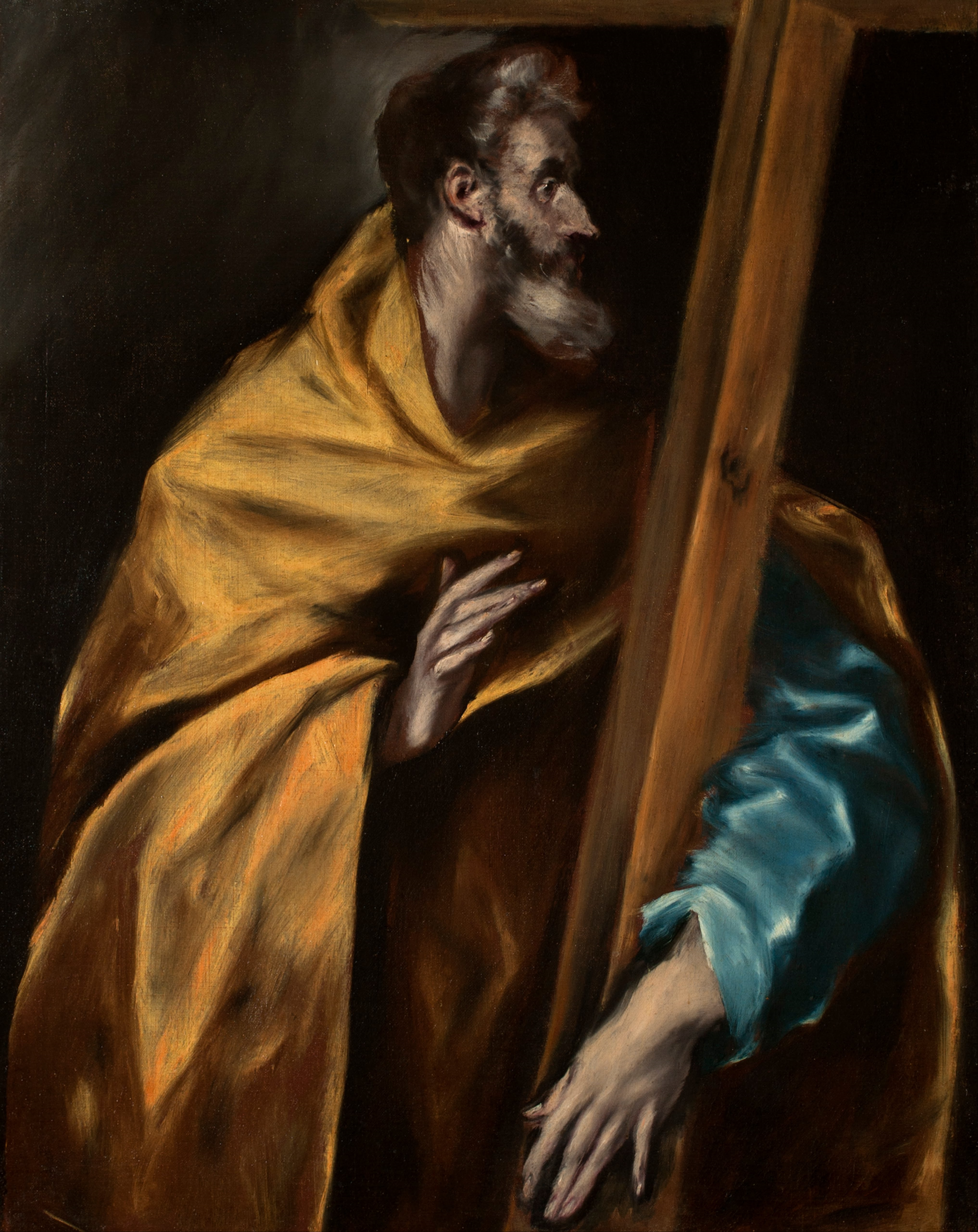
圣斐理伯
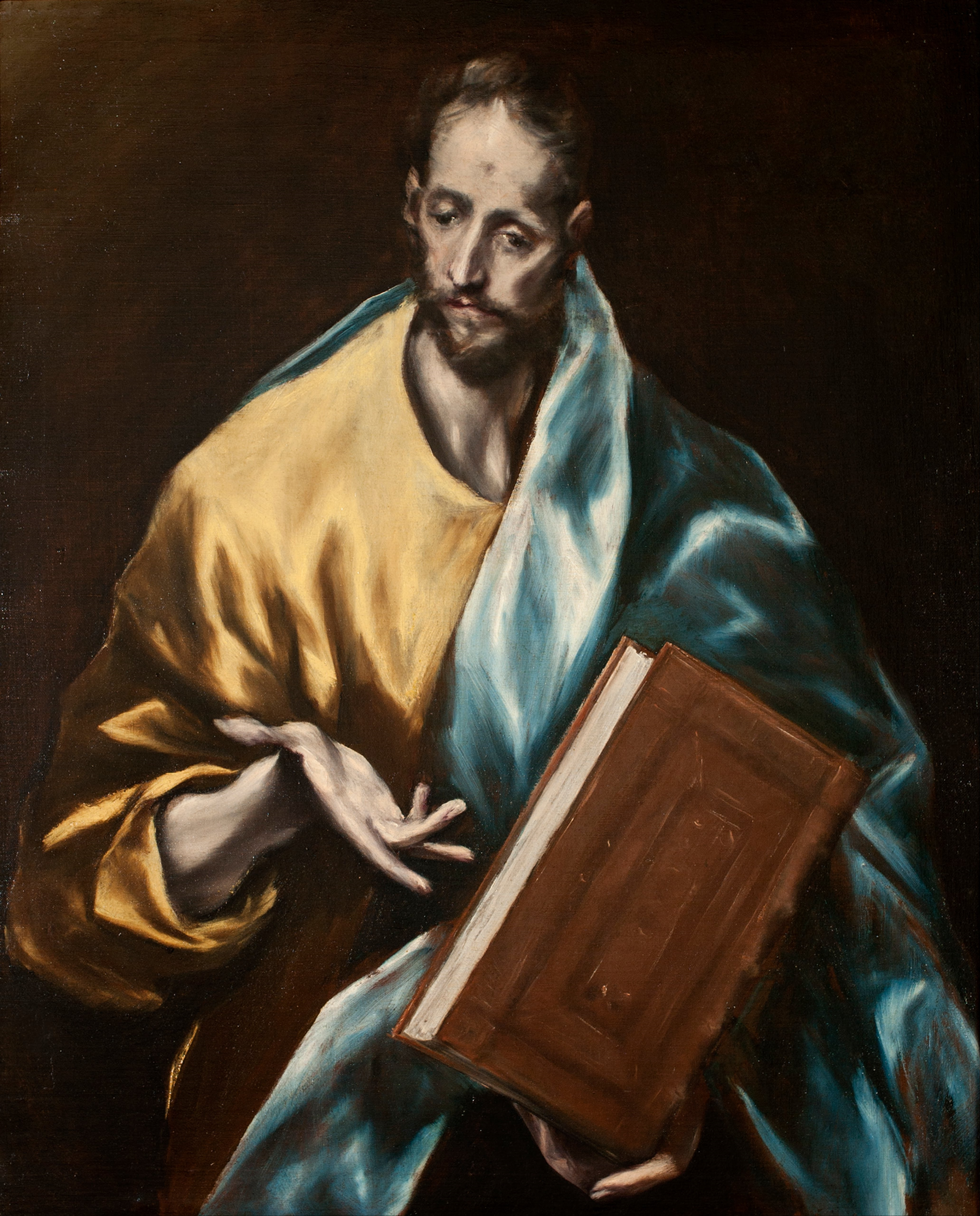
小圣雅各伯
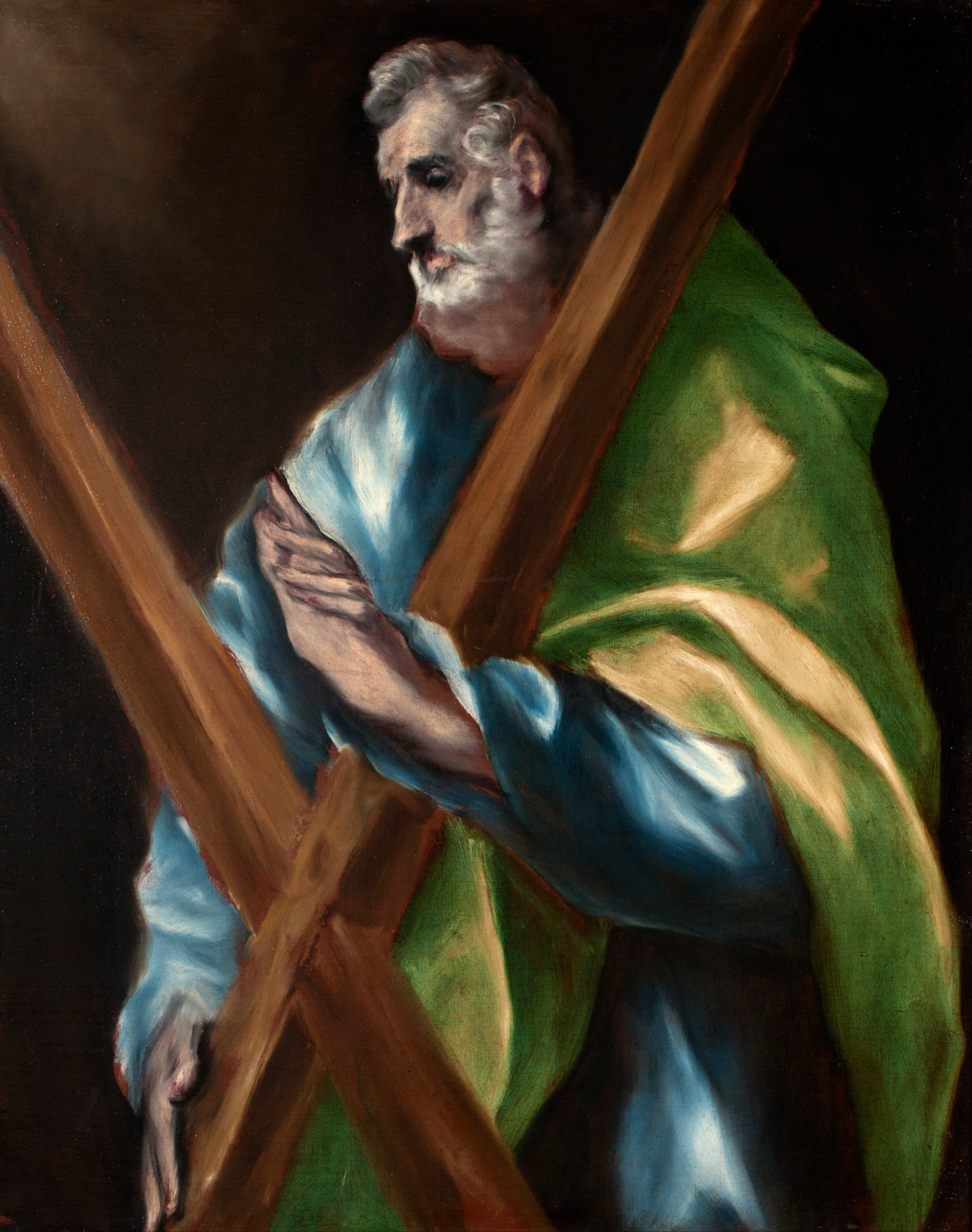
圣安德肋

其他作品
除了埃尔格雷考的其他作品，博物馆还有西班牙艺术家的画作。
- 加冕与荆棘和虐待，Maestro de la Sisla，1450~1510
- 圣彼得的眼泪，埃尔·格雷考，1587-1596 年
- 《迭戈·德·科瓦鲁维亚斯像》，埃尔·格雷考，1600年
- 托莱多的视图和计划， 埃尔格雷考， 1608
- 《脱掉外衣》, 豪尔赫·曼努埃尔·特奥托科帕利, 迪斯罗布德，1606
- 弗朗西斯柯·德·苏巴朗：圣彼得的眼泪，1633年
- 17 世纪西班牙一个大型公共广场的信仰审判，1656 年，马德里埃斯库拉
- 《基督的外衣》，杰里尼莫·哈辛托·德埃斯皮诺萨，17世纪